# Meynier-Gruppe
Die Meynier-Gruppe (Deckname: L'Etat-major) war ein französisch-vietnamesisches Spionagenetzwerk im japanisch besetzten Französisch-Indochina während des Zweiten Weltkrieges, das von Robert Meynier und seiner Frau Katiou Meynier vom chinesischen Chongqing aus geleitet wurde.

## Gründung
Robert Meynier (geboren 1906) war ein erfolgreicher U-Boot-Kommandant der französischen Marine. Im November 1942 weigerte er sich den Selbstversenkungsbefehl der Vichy-Admiralität auszuführen; stattdessen brach er mit seinem U-Boot Le Glorieux aus dem Hafen von Toulon aus, floh nach Französisch-Nordafrika und unterstellte sich dort dem Kommando General Girauds. Im Mai 1943 machte Giraud ihn mit dem US-Navy-Agenten Milton E. Miles bekannt, der gemeinsam mit dem berüchtigten Tai Li die SACO (eine amerikanisch-chinesische Geheimdienstkooperation) in Chongqing leitete. 
Commandant Meynier war vor allem aufgrund seiner Ehefrau für die Alliierten von Bedeutung: „Prinzessin“ Katiou Meynier war die Tochter eines vietnamesischen Adeligen und dessen französischer Frau. Ihr Onkel war der ehemalige Vizekönig von Tonkin und Mitglied des kaiserlichen Kronrates; sie hatte somit Zugang zu den höchsten politischen und gesellschaftlichen Kreisen Vietnams. Zum Zeitpunkt des Seitenwechsels ihres Mannes hatte sie sich allerdings im französischen Mutterland aufgehalten und war daraufhin inhaftiert worden. Im Rahmen einer Kommandoaktion wurde sie nun Mitte 1943 von amerikanischen OSS-Agenten, britischen SOE-Spezialeinheiten und französischen Résistancekämpfern aus einem Gefangenenlager befreit und ausgeflogen, wobei mehrere Briten und Franzosen getötet wurden. 
Robert Meynier hatte inzwischen mehrere französische Offiziere mit Indochina-Erfahrung sowie einige in Nordafrika stationierte vietnamesische Kolonialsoldaten für die Unternehmung rekrutiert. Die Gruppe wurde vom OSS in Algier trainiert und anschließend im Juli 1943 über Washington (wo sie vermutlich einen Codeschlüssel erhielten) nach China gebracht. Zur Täuschung wurde gegenüber den Verbündeten behauptet, Robert Meynier solle eine OSS-Navy-Spezialmission auf den Philippinen durchführen. Seine Frau folgte ihm unter dem Namen Paula Martin als angebliche Angehörige des Women’s Army Corps, die aufgrund einer Kehlkopfentzündung nicht sprechen konnte (um ihr mangelhaftes Englisch zu verbergen). In Kalkutta wurde sie wieder mit ihrem Mann vereint, anschließend ging es mittels „The Hump“ nach China. Im August 1943 war die Gruppe in Chongqing versammelt.

## Giraudisten gegen Gaullisten
Der Machtkampf zwischen General Giraud und General de Gaulle, die beide den Oberbefehl über die freifranzösischen Kräfte beanspruchten, setzte sich währenddessen trotz Gründung einer gemeinsamen Exilregierung fort. Beide Parteien unterhielten eigene Nachrichtendienste und Agentennetzwerke, wobei die Gaullisten von den Briten und die Giraudisten von den Amerikanern unterstützt wurden. 
Als die Meyniers in Chongqing eintrafen, mussten sie feststellen, dass die Gaullisten dort bereits eine offizielle französische Militärmission unter Zinovi Pechkoff (dem Repräsentanten de Gaulles bei Chiang Kai-shek) und dessen Stabschef Colonel Louis Emblanc eingerichtet hatten. Pechkoff verlangte von Meynier, sich ihm unterzuordnen und die Codes zu übergeben, was dieser als überzeugter Giraudist ablehnte. Es gab nun zwei konkurrierende französische Nachrichtdienstgruppen im Fernen Osten, wobei Meynier von der SACO unter Tai Li und Miles unterstützt wurde. 
Die Meyniers rekrutierten eine Reihe in Südchina lebender Vietnamesen und nahmen Kontakt zu ihrer vietnamesischen Verwandtschaft und ihnen bekannten Kolonialbeamten in Hanoi auf. Ein Mitglied der Meynier-Gruppe, der katholische Priester Père Bec, reiste über die Landgrenze nach Tonkin und bemühte sich hier, abgestürzte alliierte Piloten aufzuspüren. Auch gelang es Madame Meynier, eine Verbindung zu Mitgliedern der unter japanischer Militäraufsicht regierenden Decoux-Administration herzustellen. Die gaullistische Militärmission versuchte daraufhin, die Meyniers als Vichy-Sympathisanten zu diskreditieren, was jedoch nach hinten losging: Tai Li zwang Anfang 1944 die Militärmission dazu, ihre Kommunikationskanäle nach Indochina zu schließen. 
In Europa hatte de Gaulle jedoch den Machtkampf im November 1943 gewonnen; bis April 1944 verlor Giraud sowohl sämtliche Ämter als auch seine US-Unterstützung. Auch Milton Miles war inzwischen von OSS-Chef Donovan abberufen worden. Die Meynier-Gruppe war somit letzten Endes gezwungen, sich der Militärmission zu unterstellen. De Gaulle zweifelte jedoch an ihrer Loyalität, insbesondere Katiou Meynier wurde aufgrund ihrer Herkunft und Kontakte verdächtigt, mit der vietnamesischen Unabhängigkeitsbewegung zu sympathisieren. Auch machten die Gaullisten und Briten die Meyniers für ihre Verluste bei der Gefangenenbefreiung verantwortlich, da das OSS und Giraud ihnen damals im Vorfeld der Mission absichtlich Informationen vorenthalten hatten, um de Gaulles Nachrichtendienst BCRA im Unklaren zu lassen. Da Anfang 1944 auch der in Indochina stationierte General Eugène Mordant insgeheim übergelaufen war und de Gaulle nun mit Informationen versorgte, hatte dieser keine Verwendung mehr für die deutlich ineffektivere Meynier-Gruppe. Im Sommer 1944 erhielt Robert Meynier schließlich den Befehl, nach Europa zurückzukehren.

## Meldung japanischer Flottenbewegungen
Bedingt durch den innerfranzösischen Machtkampf hatte die Meynier-Gruppe wenig Fortschritte in Indochina erzielt und nahezu keine verwertbaren Informationen erlangt.

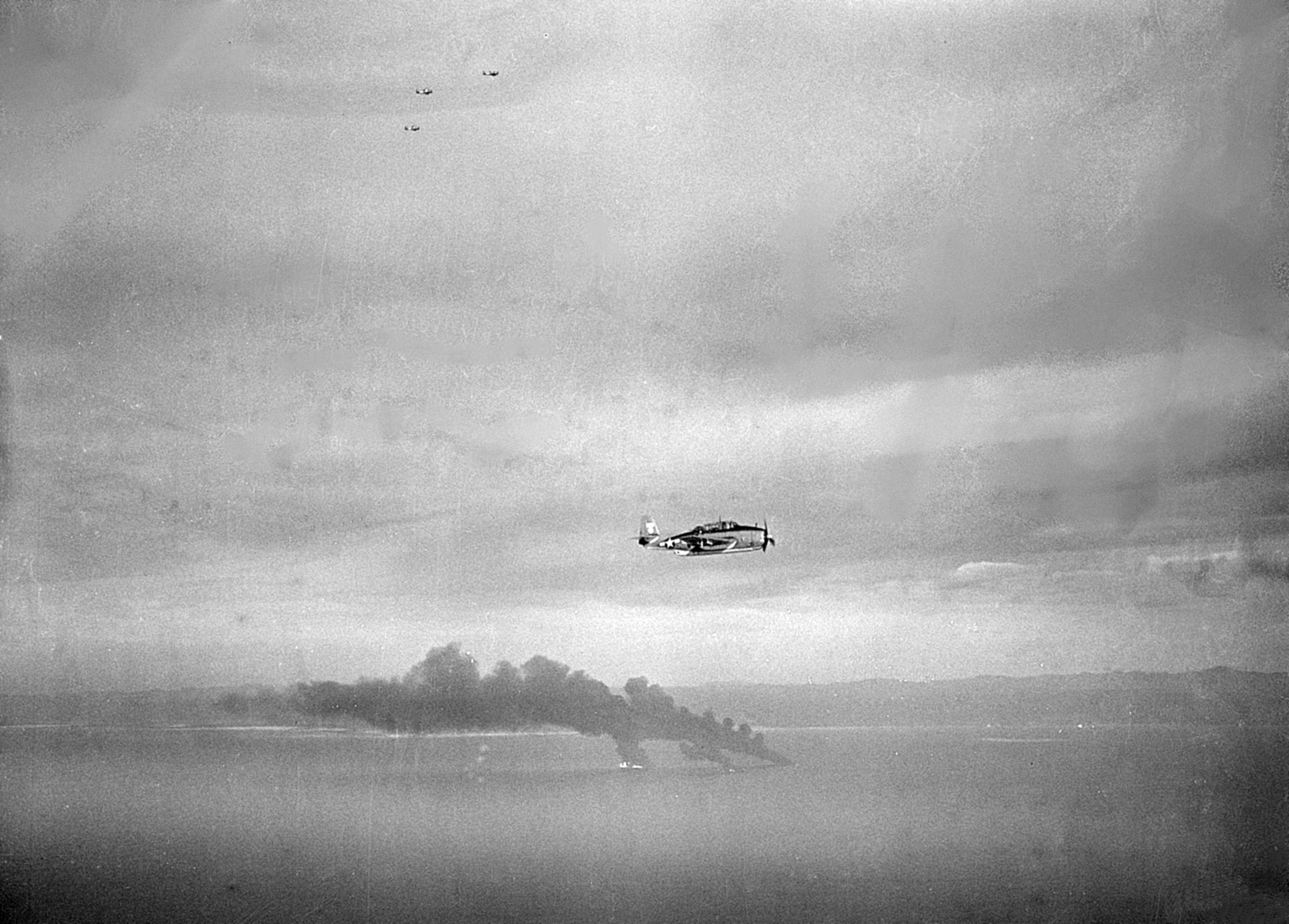
Drei brennende japanische Tankschiffe in der Cam-Ranh-Bucht während des Angriffs

Sie hatte jedoch eine Reihe von Leuchtturmwärtern und Hafenbeamten auf ihre Seite gebracht, die sie über japanische Flottenbewegungen entlang der Küste Indochinas informierten. In den ersten Januartagen 1945 erhielt Katiou Meynier die Information, dass ein großer japanischer Konvoi mit 26 Schiffen die Cam-Ranh-Bucht erreichte, wo bereits weitere Schiffe ankerten. Über SACO gelangte diese Meldung an das US-Pazifikkommando. Der Befehlshaber der Flugzeugträgerflotte, Admiral Halsey, der für einen bereits autorisierten Vorstoß ins Südchinesische Meer (Operation Gratitude) nach Angriffszielen suchte, griff die Meldung sofort begeistert auf. Er ging jedoch fälschlicherweise davon aus, dass es sich bei den Schiffen um die verbliebenen großen japanischen Kriegsschiffe handeln würde, tatsächlich waren es „nur“ Transportschiffe und deren Geleitschutz. Am frühen Morgen des 12. Januars griffen amerikanische Marineflugzeuge somit die völlig unvorbereiteten japanischen Stützpunkte im südlichen Indochina an und versenkten über 40 Schiffe, darunter etwa 30 Frachtschiffe.